# Eponisiella matsumurai
Eponisiella matsumurai är en insektsart som beskrevs av Tsaur, Yang och Wilson 1986. Eponisiella matsumurai ingår i släktet Eponisiella och familjen Meenoplidae. Inga underarter finns listade i Catalogue of Life.